# Лоп'ю
Лоп'ю́ або Лоп-Ю (рос. Лопъю, Лопь-Ю) — річка в Республіці Комі, Росія, права притока річки Ілич, правої притоки річки Печора. Протікає територією Троїцько-Печорського району.
Річка починається на західних схилах гори Нирис-Парма (висота 578 м) височини Иджид-Парма. Протікає на південь, південний схід, південь, південний схід, північний схід та південний схід.
Притоки:
- права — Лоп'ювож